# Eisenbahnunfall von New Market

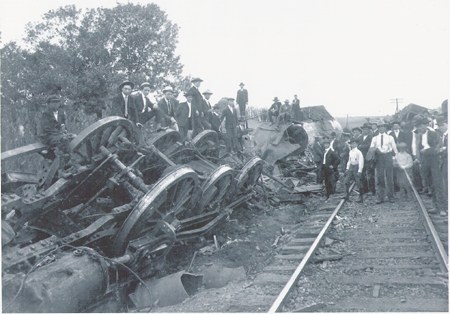
Unfallstelle

Der Eisenbahnunfall von New Market war ein Frontalzusammenstoß zweier Züge der Southern Railway bei New Market, Tennessee, aufgrund der Missachtung eines schriftlichen Fahrbefehls am 24. September 1904. Mindestens 56 Tote und 106 Verletzte waren die Folge.

## Ausgangslage
Die beiden involvierten Züge waren:
- Nr. 15, ein lokaler Personenzug, der mit 140 Fahrgästen von Bristol nach Knoxville in westlicher Richtung unterwegs war. Der Zug bestand aus Lokomotive, Schlepptender und drei Wagen.
- Nr. 12, der Carolina Special, von Chattanooga nach Salisbury, North Carolina, der etwa 210 Reisende an Bord hatte. Viele von ihnen kamen von der Weltausstellung in St. Louis. Er bestand aus Lokomotive, Schlepptender, zwei Postwagen, drei hölzernen Reisezugwagen und abschließend vier stählernen Pullmanwagen.

Die beiden Züge waren auf einer eingleisigen Strecke unterwegs. Fahrplanmäßig hätte der Lokalzug den Schnellzug an einer Ausweichstelle mit der Bezeichnung Hodges' Switch kreuzen lassen müssen. Da er aber Verspätung hatte, erhielt er in Morristown einen schriftlichen Fahrbefehl, dass die Zugkreuzung an diesem Tag in einer Ausweichstelle hinter dem Bahnhof New Market stattfinden solle. Sowohl der Lokomotivführer als auch der Zugführer zeichneten den Fahrbefehl gegen, letzterer behauptete allerdings später, ihn missverstanden zu haben. Der Zug hielt dann planmäßig im Bahnhof New Market. Anschließend fuhr er weiter, allerdings nicht in die einige hundert Meter hinter dem Bahnhof gelegene Ausweichstelle, sondern daran vorbei auf die freie Strecke.
Der Carolina Special hielt planmäßig in Strawberry Plains. Als der Zug aus dem Bahnhof Strawberry Plains abfuhr, traf dort die telegrafische Nachricht vom Bahnhof New Market ein, dass Zug Nr. 15 nicht in die Ausweiche, sondern auf die freie Strecke gefahren sei. Das Bahnhofspersonal versuchte noch den Zug zum Halten zu bringen, indem die Eisenbahner winkten und Steine nach dem Zug warfen, vergeblich. Das Zugpersonal nahm das nicht mehr wahr. Als letzte Möglichkeit versuchte der Bahnhof Strawberry Plains die zwischen ihm und dem Bahnhof New Market gelegene Ausweichstelle Hodges' Switch zu erreichen, was aber ebenfalls vergeblich war, denn sie war zu diesem Zeitpunkt nicht mit Personal besetzt.

## Kollision
Der Carolina Special beschleunigte auf etwa 95 km/h, der Lokalzug versuchte, seine Verspätung zu reduzieren und fuhr ca. 110 km/h schnell. Die Züge trafen um 10.18 Uhr aufeinander, die Kollision war im Umkreis von 20 Kilometern zu hören. Lokomotive und Schlepptender des Lokalzuges wurden in die Luft geschleudert, flogen über die Lokomotive, den Schlepptender und die beiden Postwagen und landeten auf den drei hölzernen Reisezugwagen, die sie völlig zertrümmerten. Gleichzeitig drückten die vier stählernen Pullmanwagen mit hoher kinetischer Energie in die hölzernen Wagen und trugen zu der restlosen Zerstörung dieser Fahrzeuge bei. In den hölzernen Wagen starben die meisten Passagiere. Die stählernen Pullmanwagen selbst blieben relativ unbeschädigt.
Die Zahl der Toten variiert je nach Quelle zwischen 56 und 113, die der Verletzten zwischen 106 und 125.

## Folgen
Als die Nachricht von der Katastrophe eintraf, wurde von Knoxville ein Hilfszug losgeschickt, um Ärzte und medizinische Hilfsmittel an den Unfallort und die Verletzten in das Knoxville General Hospital zu bringen.
Die anschließende Untersuchung konnte nicht klären, warum der bei dem Unfall ums Leben gekommene Lokomotivführer den schriftlichen Fahrbefehl missachtete.